# Nomenclatura filogenética
Nomenclatura filogenética, tal como prevista no FiloCódigo (em inglês, PhyloCode), é um sistema de nomenclatura biológica de base filogenética concebido para designar os clados por referência explícita à sua filogenia.

## Descrição
A nomenclatura filogenética é uma aproximação à nomenclatura biológica, entendida aqui como a disciplina que regula a denominação científica de grupos de organismos, o seja, o nome dos taxa (ou táxons). A nomenclatura filogenética tem como princípios centrais: (1) as estruturas taxonómicas requerem táxons monofiléticos; (2) os agrupamentos taxonómicos não deveriam ter hierarquia ou categorias; e (3) a tipificação dos táxons deve ser abandonada por ser um anacronismo baseado no essencialismo aristotélico.
Na nomenclatura filogenética a cada clado é atribuído um nome seguindo as regras ou normas do Filocódigo. A cada nome corresponde uma «definição filogenética», a qual identificao clado particular com referência a um nodo, um ramo ou uma apomorfia. As espécies, espécimes e apomorfias citadas nas definições filogenéticas são denominados «especificadores» dado que especificam o clado ao qual se aplica o nome. Os especificadores internos ou externos são membros (os «internos») ou não membros (os «externos»), respectivamente, deo clado que definem. 
Da mesma forma que ocorre com o ICBN, o Filocódigo estipula que cada taxón pode ter apenas um nome correcto e que cada nome pode ser correcto para apenas um taxón. Em ambos os códigos, a data de publicação (o «princípio da prioridade») é utilizada como o critério principal para seleccionar o nombre correcto no caso de existirem sinonímias. 